# کربلایی عباس
کربلایی عباس، روستایی از توابع بخش شیب‌آب شهرستان زابل در استان سیستان و بلوچستان ایران است.

## جمعیت
این روستا در دهستان محمدآباد قرار دارد و براساس سرشماری مرکز آمار ایران در سال ۱۳۸۵، جمعیت آن ۳۶ نفر (۱۲خانوار) بوده‌است.